# Ribes formosanum
Ribes formosanum är en ripsväxtart som beskrevs av Bunzo Hayata. Ribes formosanum ingår i släktet ripsar, och familjen ripsväxter. Inga underarter finns listade i Catalogue of Life.